# Без батерии
„Без батерии“ (на английски: Batteries Not Included) е американска научнофантастична комедия от 1987 г. на режисьора Матю Робинс, по сценарий на Брад Бърд (в неговия дебют в сценария), а изпълнителен продуцент е Стивън Спилбърг. Във филма участват Хюм Кронин и Джесика Тенди.